# Meteorus bacoorensis
Meteorus bacoorensis är en stekelart som beskrevs av William Harris Ashmead 1904. Meteorus bacoorensis ingår i släktet Meteorus och familjen bracksteklar. Inga underarter finns listade i Catalogue of Life.